# Liste der deutschen Schlagballmeister
Diese Listen verzeichnen die Deutschen Meister im Schlagball

## Meisterschaft der DT und DSB (1921–1933)
Die Deutsche Turnerschaft (DT) richtete 1913 für Männer und später ebenfalls für Frauen erstmals Deutsche Schlagball-Meisterschaften aus. Diese fanden 1913 auf dem Deutschen Turnfest, dann ab 1921 auf Turnspielmeisterschaften statt. Bis zur Reinlichen Scheidung 1924 nahmen die Leichtathletikvereine der Deutschen Sportbehörde für Leichtathletik (DSB) mit ihren Spielmannschaften daher ebenfalls am Spielbetrieb der Deutschen Turnerschaft (DT) teil, erst danach gab es eine eigene von der DSB organisierte Meisterschaft. Am 18. August 1930 folgte eine Vereinbarung beider Verbände, den Spielbetrieb im Schlagball fortan wieder ausschließlich von der DT austragen zu lassen.
| Jahr | Männer                    | Männer                   | Frauen                          | Frauen              |
| Jahr | DT                        | DSB                      | DT                              | DSB                 |
| ---- | ------------------------- | ------------------------ | ------------------------------- | ------------------- |
| 1913 | Harburger TB 1865         | keine Meisterschaft      | keine Meisterschaft             | keine Meisterschaft |
| 1921 | MTV München von 1879      | keine Meisterschaft      | Hamburger TS 1816               | keine Meisterschaft |
| 1922 | Elmschenhagener TV 1909   | keine Meisterschaft      | Oldenburger TB                  | keine Meisterschaft |
| 1923 | TV 1860 München           | keine Meisterschaft      | Hamburger TS 1816               | keine Meisterschaft |
| 1924 | TV 1860 München           | FV Borussia Kiel-Gaarden | TK Hannover                     | SV Eimsbüttel       |
| 1925 | TV 1860 München           | SV Germania Gleiwitz     | keine Endrunde der Kreismeister | SV Eimsbüttel       |
| 1926 | TV 1860 München           | SV Germania Gleiwitz     | Kieler MTV 1844                 | SV Eimsbüttel       |
| 1927 | TV 1860 München           | SV Germania Gleiwitz     | TK Hannover                     | SV Eimsbüttel       |
| 1928 | TV 1860 München           | SV Eimsbüttel            | Kieler MTV 1844                 | keine Meisterschaft |
| 1929 | TV 1860 München           | VfK Königsberg           | keine Endrunde der Kreismeister | keine Meisterschaft |
| 1930 | ATV Mikultschütz          | keine Meisterschaft      | keine Endrunde der Kreismeister | keine Meisterschaft |
| 1931 | TV Gut Heil Arbergen 1893 | keine Meisterschaft      | keine Endrunde der Kreismeister | keine Meisterschaft |
| 1932 | TV Gut Heil Arbergen 1893 | keine Meisterschaft      | keine Endrunde der Kreismeister | keine Meisterschaft |
| 1933 | TV Gut Heil Arbergen 1893 | keine Meisterschaft      | TV Wittgensdorf                 | keine Meisterschaft |

### Kampfspielpokal 1926 und 1930
Bei den Deutschen Kampfspielen 1926 und 1930 spielten die Schlagballmannschaften gesonderte, verbandsübergreifende Turniere aus. Bei den Frauen wurde kein dritter Platz ausgespielt.
| Jahr | 1. Platz                            | 2. Platz                             | 3. Platz                                 |
| ---- | ----------------------------------- | ------------------------------------ | ---------------------------------------- |
| 1926 | SV Germania Gleiwitz (Verband: DSB) | TV 1860 München (Verband: DT)        | EJV Gütersloh (Verband: Eichenkreuz)     |
| 1930 | ATV Mikultschütz (Verband: DT)      | SpEV Comprachtschütz (Verband: OSEV) | TV Westbund Essen (Verband: Eichenkreuz) |

| Jahr | 1. Platz                     | 2. Platz                  |
| ---- | ---------------------------- | ------------------------- |
| 1926 | SV Eimsbüttel (Verband: DSB) | TK Hannover (Verband: DT) |

## Meisterschaft der DJK
Die Deutsche Jugendkraft (DJK) trug Meisterschaften im Schlagball (sowie den Ballspielen Fußball und Feldhandball) im Abstand von drei bis fünf Jahren auf ihren DJK-Reichstreffen aus:
| Jahr | Endspiel                                          | Ergebnis |
| ---- | ------------------------------------------------- | -------- |
| 1921 | DJK Bonifatius Köln-Nippes – DJK St.Anton München | 51:35    |
| 1924 | DJK Bonifatius Köln-Nippes – DJK Frankenthal      | 90:18    |
| 1927 | DJK Mülheim-Speldorf – DJK Frankenthal            | 92:53    |
| 1932 | DJK Bonifatius Köln-Nippes – DJK Mülheim-Speldorf | 52:34    |

## Meisterschaft im DRL/NSRL (ab 1934)
Nach der Gleichschaltung wenige Monate nach Machtübernahme der Nationalsozialisten wurden die bestehenden Sportverbände aufgelöst. Der Spielbetrieb wurde fortan vom Nationalsozialistischen Reichsbund für Leibesübungen organisiert.
| Jahr | Männer                                | Frauen                          |
| ---- | ------------------------------------- | ------------------------------- |
| 1934 | TV Gut Heil Arbergen 1893             | keine Endrunde der Kreismeister |
| 1935 | TV Gut Heil Arbergen 1893             | TV Wittgensdorf                 |
| 1936 | TV Gut Heil Arbergen 1893             | TV Wittgensdorf                 |
| 1937 | TV Gut Heil Arbergen 1893             | keine Meisterschaft             |
| 1938 | TV Gut Heil Arbergen 1893             | keine Meisterschaft             |
| 1939 | Meisterschaft abgesagt (Kriegsbeginn) | keine Meisterschaft             |

Abonnement-Meister bei den Männern blieb der TV „Gut Heil“ Arbergen (Bremen); bei den Frauen wurden Meisterschaften aus Mangel an Beteiligung nach und nach eingestellt (1936 nur noch vier Teilnehmer). Die für den September 1939 in Dresden geplante Turnspielmeisterschaft wurde wegen des Kriegsbeginns kurzfristig abgesagt. Im Zweiten Weltkrieg fanden bis 1943 nur noch Kriegsmeisterschaften mit reduziertem Programm statt: lediglich Faustball (Männer und Frauen) und Korbball (Frauen). Von 1944 bis 1946 fanden gar keine Wettbewerbe mehr statt.

### Kampfspielpokal 1934 und 1938
Auch bei den Deutschen Kampfspielen 1934 und beim Deutschen Turn- und Sportfest 1938 spielten die Schlagballmannschaften des – nun gleichgeschalteten Fachamtes 1: Geräteturnen, Gymnastik und Sommerspiele – Turniere aus:
| Jahr | 1. Platz                  | 2. Platz                  | 3. Platz         |
| ---- | ------------------------- | ------------------------- | ---------------- |
| 1934 | TV Gut Heil Arbergen 1893 | TSV 1860 München          | ATV Mikultschütz |
| 1938 | TV Mahndorf 1893          | TV Gut Heil Arbergen 1893 | ATV Klausberg    |

(Der Name des schlesischen Mikultschütz wurde 1936 „eingedeutscht“, was sich auch auf den Vereinsnamen auswirkte).

## Meisterschaft in den Westzonen und der BRD (1947 bis 1954)
Nach dem Zweiten Weltkrieg wurden vorerst weiter Deutsche Meisterschaften im Schlagball ausgespielt. Schlagball wurde allerdings im Rahmen der Distanzierung von der Nazi-Herrschaft überall von den Lehrplänen der Schulen genommen und im Rahmen der Entnazifizierung auch aus dem Vereinssport verbannt. So wurde 1954 die letzte offizielle Deutsche Meisterschaft ausgetragen. Letzter Deutscher Schlagballmeister wurde der Rekordsieger TV Arbergen, der nach 1945 den Namens-Bestandteil „Gut Heil“ abgelegt hatte. 1947 gewann der TV Mahndorf aus Bremen die Meisterschaft. Arbergen wurde zudem 1950 und der SC Grenze Hamburg 1951 Deutscher Meister. 1954 gewann Arbergen durch einen Endspielsieg gegen den SC Grenze erneut den Titel.
| Jahr | Endspiel                                         | Ergebnis                                         |
| ---- | ------------------------------------------------ | ------------------------------------------------ |
| 1947 | TV Mahndorf 1893 – TB Witterschlick 1906         |                                                  |
| 1948 | TV Arbergen 1893 – TV Grenze Hamburg             | 56:36                                            |
| 1949 | TV Arbergen 1893 – TV Wellingdorf                | 138:42                                           |
| 1950 | TV Arbergen 1893 – MTV Hörnerkirchen 1907        | 113:51                                           |
| 1951 | TV Grenze Hamburg – TV Mahndorf 1893             | 34:28                                            |
| 1952 | TV Arbergen 1893 – SC Holstein Hamburg           | 78:35                                            |
| 1953 | wegen des deutschen Turnfestes nicht ausgetragen | wegen des deutschen Turnfestes nicht ausgetragen |
| 1954 | TV Arbergen 1893 – TV Grenze Hamburg             | 46:39                                            |

Nach dem Krieg fanden Meisterschaften für Frauen nicht mehr statt. Auch die Beteiligung von Männern nahm immer mehr ab: 1953 fielen die Meisterschaften wegen des Turnfestes aus. In den meisten Turnspielen fanden dort zwar Wettkämpfe statt, im Schlagball jedoch nur für die männliche Jugend: Es siegte der MTV Hörnerkirchen (bei Itzehoe). 1954 nahmen nur noch vier Vereine aus Norddeutschland teil (als Vertreter von Schleswig-Holstein, Hamburg, Bremen und dem Rheinland). Deshalb fand das Turnier auch nicht im Rahmen der allgemeinen Turnspielmeisterschaften in Stuttgart statt, sondern in Bremen-Mahndorf. 1955 sagte der TB Witterschlick (als rheinischer Vertreter) seine Teilnahme ab, so dass nur noch drei Vereine an der Endrunde hätten teilnehmen können. Laut Spielordnung des Deutschen Turner-Bundes (DTB) mussten aber mindestens vier Landesturnverbände beteiligt sein, um eine Deutsche Meisterschaft durchzuführen. Danach kam eine solche nicht mehr zustande.